# Symbol tygra v čínské kultuře
Symbol tygra (čínsky: 老虎, pchin-jin: lǎohǔ) má v čínské kultuře velký význam od prvních dochovaných záznamů čínské historie – znak 虎 (pchin-jin: hǔ, česky: tygr) se objevuje na kostech věštců z dynastie Šang.
Tygr je třetím zvířetem ve 12letém cyklu čínského zvěrokruhu, založeného na čínském kalendáři. Je považován za krále zvířat a někdy je označován také jako „král hor“. V moderní Číně je tygr vnímán jako symbol síly, statečnosti, hrdinství, magického šarmu, moci a štěstí. Symbol tygra sloužil v tradiční čínské kultuře jako talisman – jedním z důvodů může být fakt, že v čínštině se znak 虎 (pchin-jin: hǔ, česky: tygr) vyslovuje podobně jako znak 护 (pchin-jin: hù), což v překladu znamená ochránit.
Tygři jsou také součástí několika čínských idiomů, primárně těch, které souvisejí se sílou. Například idiom žu-chu-tchien-i 如虎添翼  (pchin-jin: rúhǔtiānyì) – doslovný překlad: „jako tygr, kterému narostla křídla“, význam: „dvojnásobnou silou“. 
Symbol tygra také existuje například v termínu čtyři asijští tygři, který označuje Hongkong, Singapur, Jižní Koreu a Tchaj-wan – čtyři nově industrializované země s rychlým hospodářským růstem v průběhu 50. a 60. let 20. století.

## Symbolika tygra v konceptujin a jang
Tygr má zastoupení také v konceptu jin a jang. V taoismu je tygr považován za ztělesnění jin energie, která představuje temnou sílu, zatímco drak je symbolem jang energie, která představuje pozitivní sílu. „V symbolice přírodních sil představovali tygr a drak jin a jang počasí: drak představoval životodárný déšť, jaro a východ, směr, odkud přicházely deště; tygr symbolizoval sucho, podzim a západ, směr, odkud přicházely suché a studené větry.“

## Mýtus pěti asijských tygrů
Po vzniku teorie pěti elementů vznikly některé čínské mýty o pěti různě barevných tygrech, kteří vyvažovali energii vesmíru. Mýtus pěti asijských tygrů představuje jejich spojitost s jednotlivými ročními obdobími a vládou nad různými živly:
- Bílý tygr – vládce podzimního období[13] a kovů.
- Černý tygr – vládce zimního období a vody.
- Modrý/zelený tygr – vládce jarního období a země.
- Červený tygr – vládce letního období a ohně.
- Žlutý tygr – nejvyšší vládce všech těchto tygrů a symbol Slunce.[12][14]

## Symbol tygra v čínském umění

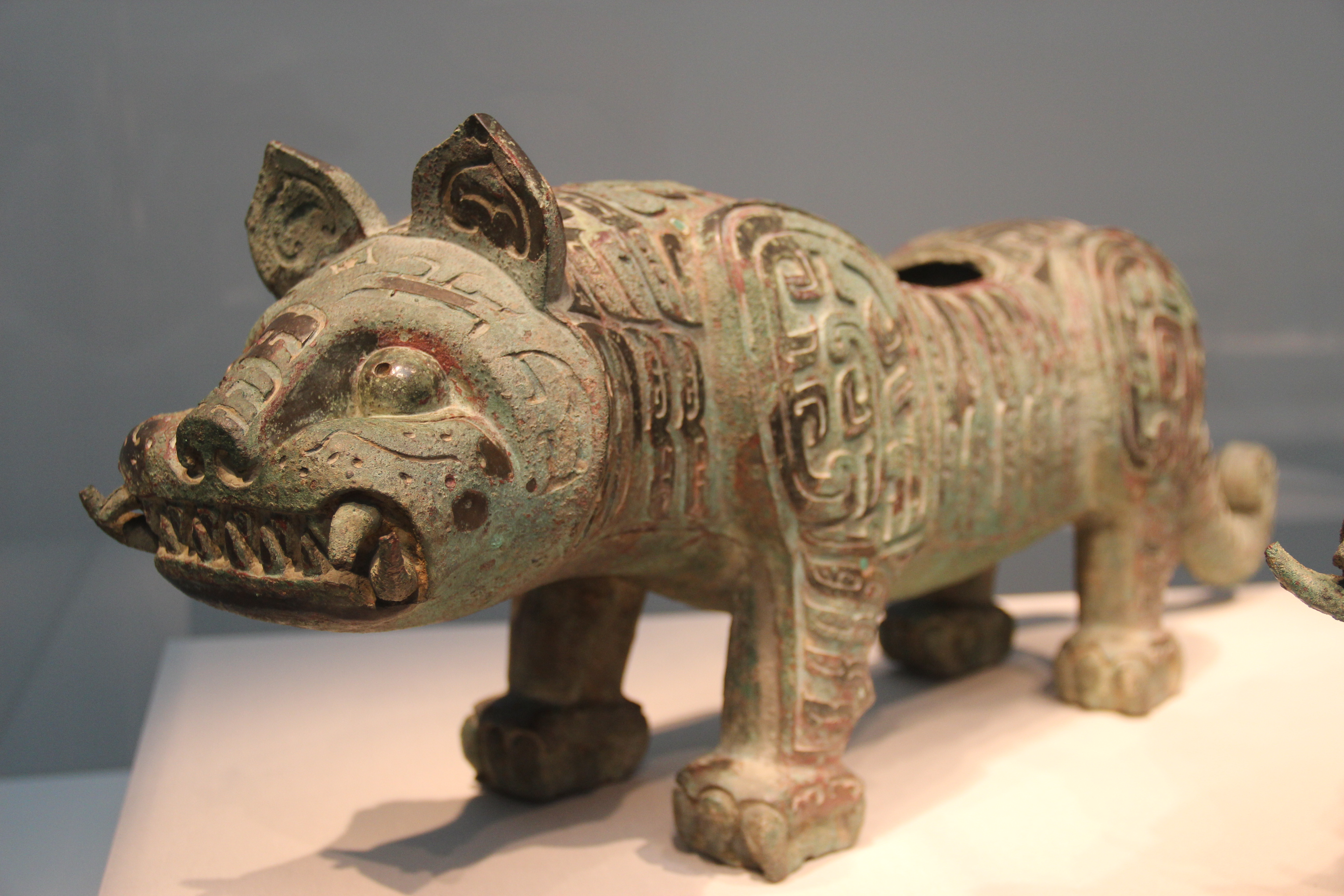
Bronzová socha tygra z dynastie Čou

V čínském umění je symbol tygra představen na několika rituálních předmětech, jakými jsou nefritové, zlaté a bronzové sochy.  Tygři se také objevovali ve formě žetonů, hliněných figurek, papírových výstřižků, atd. V čínském mytologickém kontextu je tygr uctíván jako symbol, který odhání pohromy domácnosti – duchy, démony, oheň a zloděje. Z toho důvodu bývají obrazy tygrů často umístěny na stěnách budov směrem ke vchodu. Obrazy a sochy tygrů jsou dodnes součástí mnoha chrámů. Kamenné sochy také lze nalézt na hrobech, kam byly umístěny v naději, že ochrání mrtvé. V období válek byly hlavy tygrů malovány na štítech vojáků, aby zastrašily nepřátele. Tygři jsou také spojováni s bohem bohatství, který je často vyobrazen sedící na tygrovi.